# アデニル酸
アデニル酸（アデニルさん、adenylic acid）は別称をアデノシン一リン酸(Adenosine monophosphate)ともいう有機化合物で、RNA中に見られるヌクレオチドの一種である。AMPと略される。AMPは核酸塩基のアデニン、五炭糖のリボース、1つのリン酸より構成されており、リン酸とアデノシン（ヌクレオシド）の間でリン酸エステルを形成している。リン酸部位の結合位置により 2'-体、3'-体、5'-体の構造異性体があるが、RNA中に部品として見られるのは 5'-アデニル酸 である。

## 生産と分解
AMPは2つのADPから、アデニル酸キナーゼにより生成される。同時にATPも産出される。
{\displaystyle {\ce {2 ADP -> ATP\ + AMP}}}
またADPの高エネルギーリン酸結合の加水分解により得られる。
{\displaystyle {\ce {ADP -> AMP\ + P_i}}}
またATPの加水分解により得られる。ピロリン酸が副生成物として得られる。
{\displaystyle {\ce {ATP -> AMP\ + PP_i}}}
RNAが生体中で分解した場合、AMPを含むヌクレオシド一リン酸(NMP)が生成する。
下のようにAMPからATPを再生産することができる。
{\displaystyle {\ce {AMP\ + ATP -> 2 ADP}}} (アデニル酸キナーゼによる逆反応)
{\displaystyle {\ce {2 ADP\ + 2 P_i -> 2 ATP}}} (好気性細菌のATP合成酵素による酸化的リン酸化反応)
AMPはアデニル酸デアミナーゼによりアンモニア基が脱離し、イノシン一リン酸へと変換される。
AMPは尿酸へと変換された形で体内から排出される。

## 環状AMP
AMPは環状AMP(cAMP)としても存在することが知られている。ある細胞内でアデニル酸シクラーゼによりATPからcAMPが生産されるが、この反応はアドレナリンやグルカゴンといったホルモン類によりコントロールされている。cAMPは細胞内シグナル伝達で重要な役割を果たしている。